# Typhaeola maculata
Typhaeola maculata is een keversoort uit de familie boomzwamkevers (Mycetophagidae). De wetenschappelijke naam van de soort werd in 1865 gepubliceerd door Jean Pierre Omer Anne Édouard Perris.